# Styx (vệ tinh)
Đối với các định nghĩa khác, xem Styx (định hướng)
Styx (tên gọi khác S/2012 (134340) 1 hay P5) là một vệ tinh tự nhiên cỡ nhỏ của Sao Diêm Vương. Nó được tuyên bố là vệ tinh tự nhiên thứ năm của Pluto vào ngày 11 tháng 7 năm 2012-gần 1 năm sau phát hiện vệ tinh tự nhiên thứ 4 S/2011 P 1 (Kerberos) của Sao Diêm Vương.
Vệ tinh được phát hiện nhờ vào bộ 9 bức ảnh chụp trong thời gian từ ngày 26 tháng 6 đến 9 tháng 7 năm 2012 bởi Wide Field Camera 3 lắp trên Kính thiên văn không gian Hubble. Nghiên cứu khảo sát dẫn đến sự phát hiện ra vệ tinh thứ 5 là nhằm sự chuẩn bị cho sự bay ngang qua của tàu không gian New Horizons, hiện đang trên hành trình đến Sao Diêm Vương. Việc phát hiện ra vệ tinh mới và nhỏ này dẫn đến đề cập cho rằng nhiều vùng của không gian trong hệ hành tinh lùn Pluto có chứa nhiều vật thể rất nhỏ khó phát hiện, dấy lên những mối lo ngại về khả năng con tàu có thể bị va chạm với những vật thể chưa được phát hiện khi đi qua hệ này. Một hệ thống vệ tinh tự nhiên bay quanh Pluto có thể là kết quả của sự va chạm giữa Pluto với những vật thể khác thuộc vành đai Kuiper trong quá khứ.
Vệ tinh thứ 5 này có đường kính ước lượng vào khoảng 10 và 25 kilômét (6 và 16 mi). Số liệu này được suy ra từ độ sáng biểu kiến của nó và bởi ước lượng suất phản chiếu hình học trong giới hạn từ 0,35 và 0,04.
Chu kỳ quỹ đạo của Styx vào khoảng 20,2 +/- 0,1 ngày, quỹ đạo này lệch khoảng 5,4% so với quỹ đạo cộng hưởng 1:3 với quỹ đạo của vệ tinh Charon. Cùng với các vệ tinh tự nhiên của Sao Diêm Vương khác là Nix, Kerberos và Hydra, vệ tinh thứ 5 tạo thành một dãy gần đúng với quỹ đạo cộng hưởng 1:3:4:5:6.